# IC 4754
IC 4754 ist eine Balken-Spiralgalaxie vom Hubble-Typ SBb im Sternbild Pfau am Südsternhimmel. Sie ist schätzungsweise 193 Millionen Lichtjahre von der Milchstraße entfernt.
Das Objekt wurde am 20. Juli 1901 von DeLisle Stewart entdeckt.